# Thereva albopilosa
Thereva albopilosa är en tvåvingeart som beskrevs av Krober 1912. Thereva albopilosa ingår i släktet Thereva och familjen stilettflugor.
Artens utbredningsområde är Colorado. Inga underarter finns listade i Catalogue of Life.